# Rio Amazonas
O rio Amazonas, localizado na América do Sul, é o maior rio em vazão de água da Terra e o segundo mais extenso do mundo, após o Rio Nilo. Com 6 992,06 quilômetros, percorre o norte da América do Sul, a floresta amazônica e deságua no Oceano Atlântico. Possui mais de mil afluentes, sendo que alguns deles, como o Madeira, o Negro e o Japurá, estão entre os 10 maiores rios do planeta.
É, de longe, o rio com maior fluxo de água por vazão, com uma média superior que a dos próximos sete maiores rios combinados (excluindo Madeira e rio Negro, que são afluentes do próprio Amazonas). A Amazônia, que tem a maior bacia hidrográfica do mundo, com mais de 7 milhões de quilômetros quadrados, é responsável por cerca de um quinto do fluxo fluvial total do mundo, sendo que a água que flui pelos rios amazônicos equivale a 20% da água doce líquida da Terra.
O Amazonas tem sua origem na nascente do rio Apurímaque (alto da parte ocidental da cordilheira dos Andes), no sul do Peru, e deságua no oceano Atlântico, no norte brasileiro. Ao longo de seu percurso recebe, ainda no Peru, os nomes de Carhuasanta, Lloqueta, Apurímaque, Ene, Tambo, Ucaiáli e Amazonas. Ele entra no território brasileiro com o nome de rio Solimões e finalmente, em Manaus, após a junção com o rio Negro, assim que suas águas se misturam ele recebe o nome de Amazonas e como tal segue até a sua foz no oceano Atlântico. Sua foz é classificada como mista, por apresentar uma foz em estuário e em delta. O rio Amazonas é o único com uma foz mista no mundo.
A maior parte do rio está inserida na planície sedimentar Amazônica, embora a nascente em sua totalidade seja acidentada e de grande altitude. Marginalmente, a vegetação ribeirinha é, em sua maioria, exuberante, predominando as florestas equatoriais da Amazônia. A área coberta por água no rio Amazonas e seus afluentes mais do que triplica durante as estações do ano. Em média, na estação seca, 110 000 km² estão submersos, enquanto que na estação das chuvas essa área chega a ser de 350 000 km². No seu ponto mais largo atinge na época seca 11 km de largura, que se transformam em 50 km durante as chuvas. Suas águas são barrentas e frias, alcançando a profundidade de 100 m. Por ser um rio de planície, é navegável em toda sua extensão. Em 2011 pesquisadores do Observatório Nacional anunciaram evidências da existência de um rio subterrâneo que corre abaixo do rio Amazonas, numa profundidade de 4 mil metros. O rio subterrâneo, que teria seis mil quilômetros de comprimento, foi batizado de Hamza, em homenagem a um dos pesquisadores, Valiya Hamza, indiano que vive no Brasil desde 1974.

## Etimologia
O rio foi inicialmente conhecido pelos europeus como Marañón (Maranhão) e a parte peruana do rio ainda é conhecida com esse nome até hoje. O nome Amazonas, no entanto, foi dado depois de guerreiros nativos terem atacado uma expedição do século XVI de Francisco de Orellana. Os guerreiros eram liderados por mulheres, lembrando Orellana das guerreiras amazônicas, uma tribo de mulheres guerreiras relacionadas aos citas e sármatas iranianos mencionados na mitologia grega.
A palavra Amazon em si pode ser derivada do composto iraniano *ha-maz-an-"(um) lutando juntos" ou etnônimo *ha-mazan- "guerreiros", uma palavra atestada indiretamente através de uma derivação, um verbo denominal em Hesíquio de Alexandria brilho "ἁμαζακάραν · πολεμεῖν Πέρσαι." ("hamazakaran: 'para fazer a guerra' em persa"), onde ele aparece junto com o Indo-iranianas raiz *kar- "make" (a partir do qual sânscrito Carma é também derivado).

## História

### Era pré-colombiana
Os sambaquis foram as primeiras evidências de habitação humana na região; eles representam pilhas de lixo humano (resíduos) e são datados principalmente entre 7.500 a.C. e 4.000 a.C.. Estão associados a culturas da era da cerâmica; nenhum sambaqui pré-cerâmico foi documentado até agora por arqueólogos.

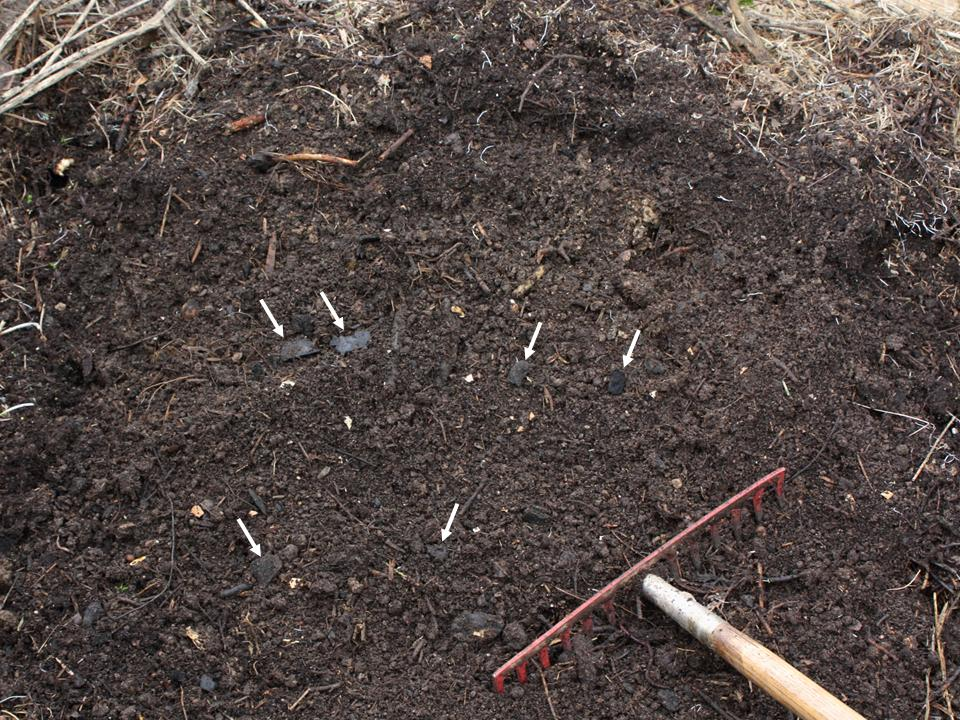
Terra preta artificial, com pedaços de carvão indicados pela setas brancas.

Há ampla evidência de que as áreas ao redor do Rio Amazonas abrigavam sociedades indígenas complexas e de grande escala, principalmente chefaturas que desenvolveram vilas e cidades. Os arqueólogos estimam que na época em que o conquistador espanhol Francisco de Orellana viajou pela Amazônia em 1541, mais de 3 milhões de indígenas já viviam na região. Estes assentamentos pré-colombianos criaram civilizações altamente desenvolvidas. Por exemplo, os povos indígenas pré-colombianos da ilha de Marajó podem ter desenvolvido uma estratificação social e sustentado uma população de 100 mil pessoas. Para atingir esse nível de desenvolvimento, os habitantes indígenas da floresta amazônica alteraram a ecologia da floresta por meio do cultivo seletivo e do uso do fogo. Os cientistas argumentam que, ao queimar repetidamente áreas da floresta, os povos indígenas fizeram com que o solo se tornasse mais rico em nutrientes. Isso criou áreas de solo escuro conhecidas como terra preta. Por causa dela, as comunidades indígenas conseguiram tornar a terra fértil e, portanto, sustentável para a agricultura de grande escala necessária para apoiar as suas grandes populações e estruturas sociais complexas. Outras pesquisas levantaram a hipótese de que essa prática começou há cerca de 11 mil anos. Alguns dizem que os seus efeitos sobre a ecologia florestal e o clima regional explicam a faixa de menor precipitação, de outra forma inexplicável, na Bacia Amazónica.
Muitas tribos indígenas travaram guerras constantes. De acordo com o acadêmico estadunidense James S. Olson: "A expansão dos mundurucus (no século XVIII) deslocou e deslocou os kawahivas, dividindo a tribo em grupos muito menores ... os mundurucus chamaram a atenção dos europeus pela primeira vez em 1770, quando eles começaram um série de ataques generalizados a assentamentos ao longo do rio Amazonas."

### Chegada dos europeus

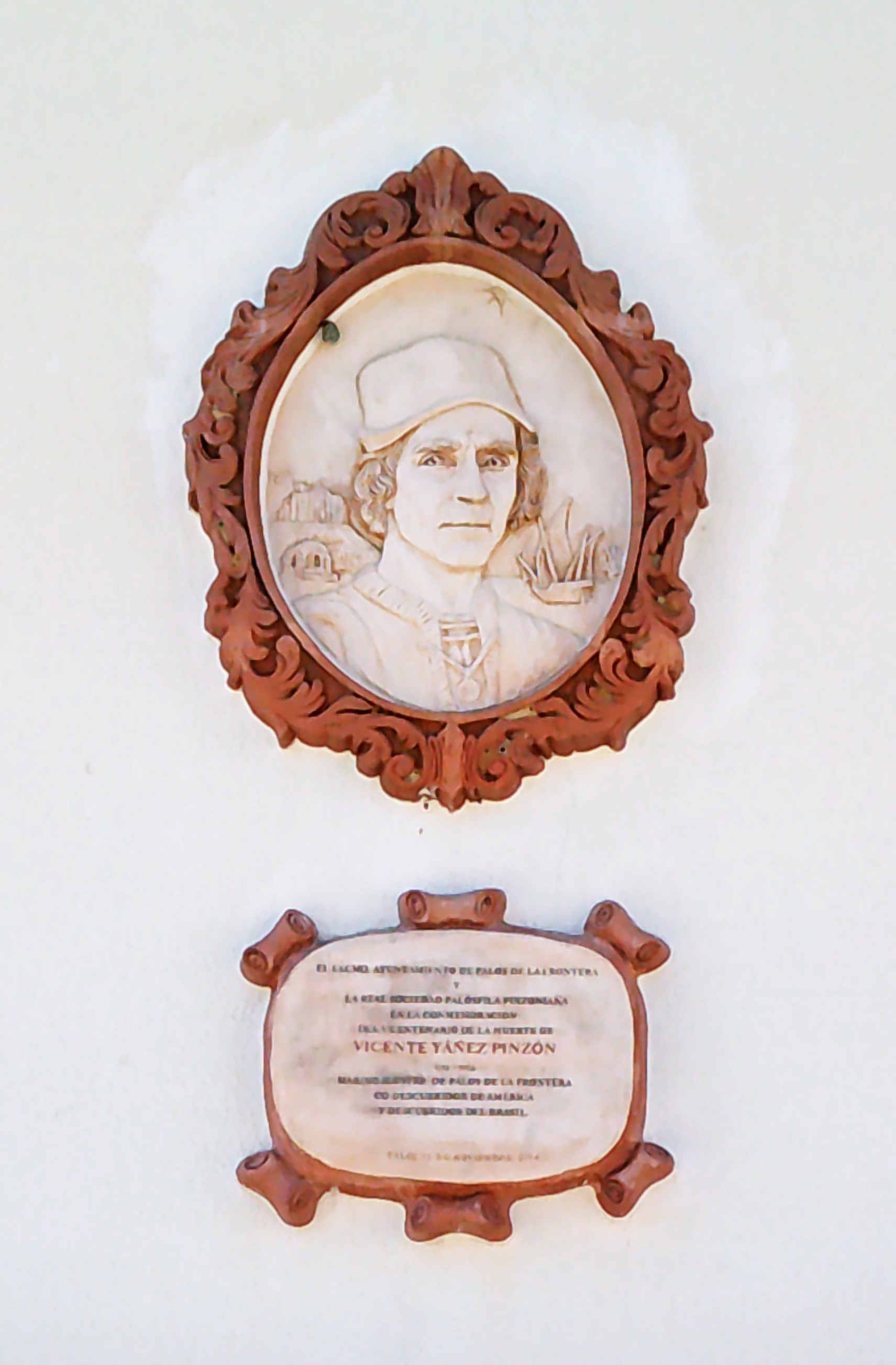
O espanhol Vicente Yáñez Pinzón foi o primeiro europeu a navegar pelo rio Amazonas

Em 1500, o explorador espanhol Vicente Yáñez Pinzón e a tripulação liderada por ele foram os primeiros europeus a navegar no rio. Pinzón chamou o rio de Río Santa María del Mar Dulce, o que posteriormente foi reduzido para Mar Dulce (literalmente "Mar Doce"), devido à quantidade de água doce impulsionada pela correnteza do rio para dentro do oceano Atlântico. Por 350 anos após a descoberta do Amazonas pelos europeus, a parte portuguesa da bacia do rio permaneceu um cenário abandonado, servindo exclusivamente como fonte de alimentos obtidos através da coleta e da agricultura pelos povos indígenas que haviam sobrevivido à chegada das doenças trazidas pelos europeus. Existem numerosas evidências de formações sociais complexas e em grande escala feitas na região por povos pré-colombianos, especialmente nas regiões interfluviais, e até mesmo de grandes povoados e cidades. A cultura pré-colombiana da ilha de Marajó, por exemplo, pode ter até mesmo desenvolvido algum tipo de estratificação social, e contava com uma população de cerca de 100 mil indivíduos. Um dos tenentes de Gonzalo Pizarro, Francisco de Orellana, partiu numa expedição em 1541 para explorar a região a leste de Quito, rumo ao interior do continente, em busca do El Dorado e do "País da Canela".

## Geografia

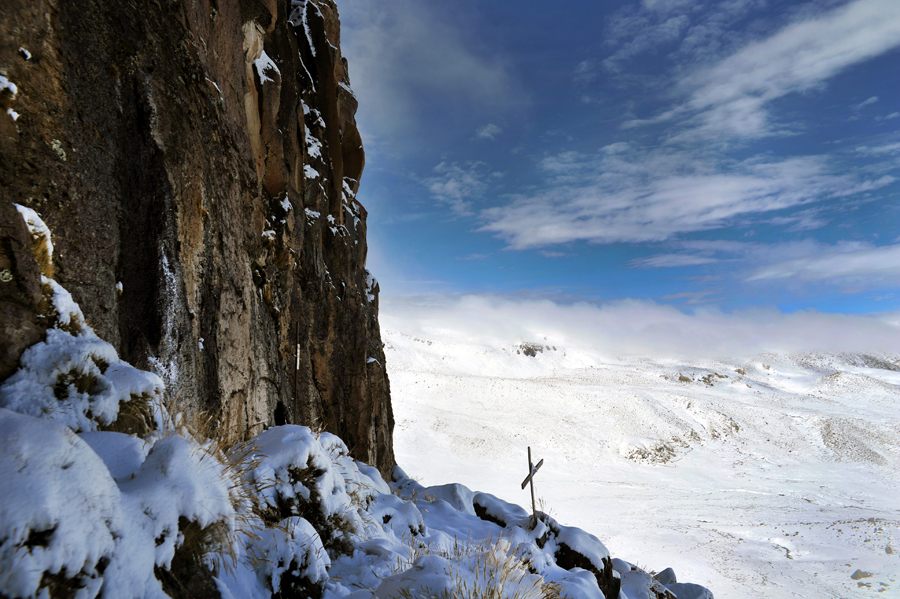
Quebrada Carhuasanta, uma das nascentes do Amazonas, no Peru

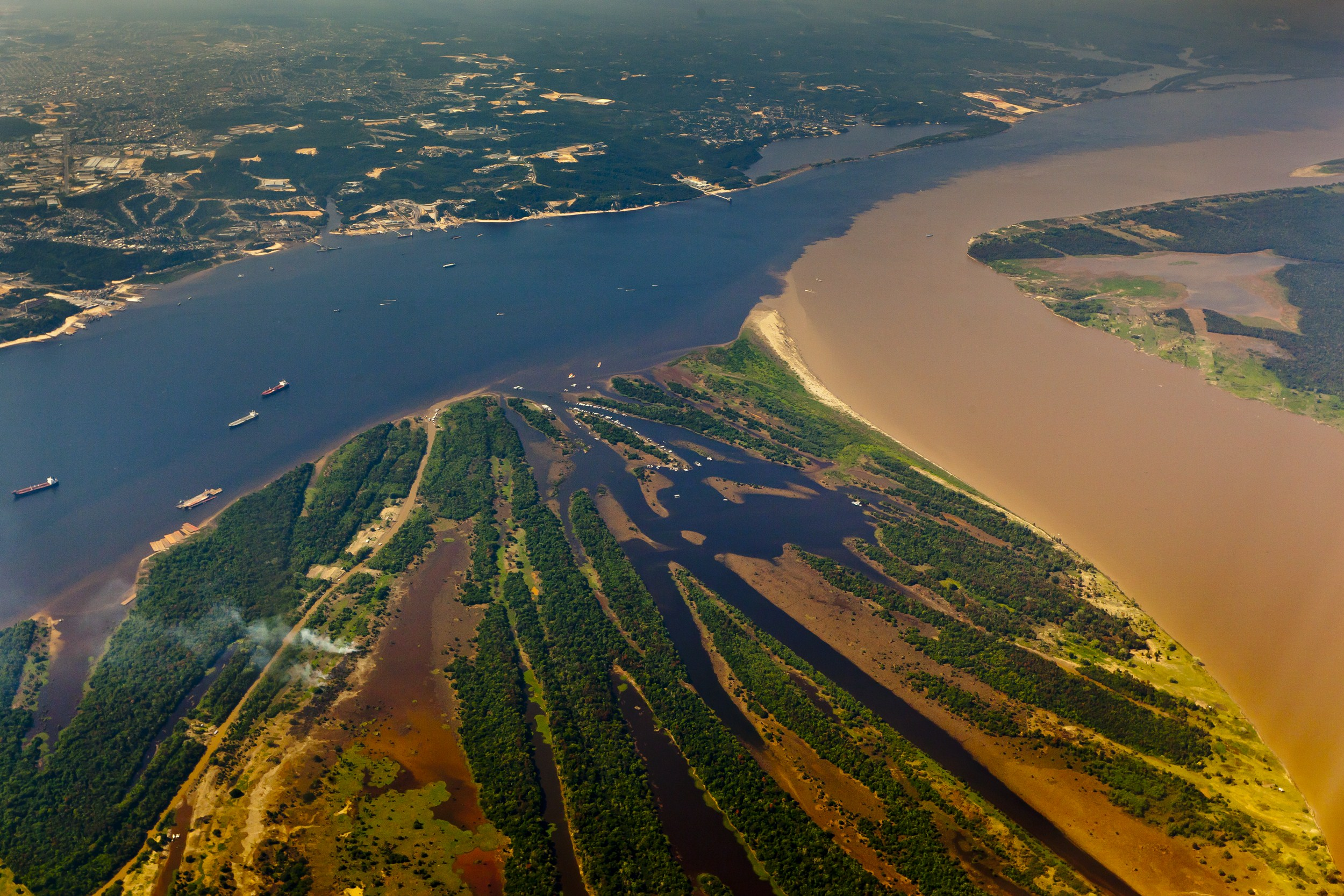
O Encontro das Águas na confluência dos rios Negro e Solimões, próximo à cidade de Manaus.

A bacia do rio Amazonas é a maior do mundo, com uma superfície de aproximadamente sete milhões de km². O Amazonas é de longe o rio mais caudaloso do mundo, com um volume de água cerca de 60 vezes o do rio Nilo. O caudal de água doce lançado pelo rio no Atlântico é gigantesca: cerca de 210 000 m³/s, ou um quinto de toda a água fluvial do planeta. Na verdade, o Amazonas é responsável por um quinto do volume total de água doce que deságua em oceanos em todo o mundo. Segundo pesquisadores, a água ainda é doce mesmo a quilômetros de distância da costa, e que a salinidade do oceano é bem mais baixa que o normal 150 km mar adentro.
O rio Amazonas, cujo curso é muito plano (20 m de desnível nos últimos 1 500 km) antes da sua desembocadura, constitui um caso muito especial de marés oceânicas. Na região do rio Amazonas, tais marés são conhecidas como pororoca, constituindo uma atração turística. Os primeiros resultados de uma investigação realizada por instituições brasileiras associadas no marco do programa HiBAm (Hidrologia da bacia amazônica) permitem entender melhor a influência da maré no funcionamento hidrodinâmico do Amazonas ao se aproximar ao oceano e, de maneira mais particular, medir seu impacto nas pulsações do caudal do rio e no transporte de sedimentos em direção ao oceano. Esta região do delta amazônico separa também os arquipálagos de Marajó e Bailique; este último um complexo insular formado por oito ilhas que servem como refúgio de aves migratórias. Na região de Bailique é que acontece de forma mais forte a pororoca. Suas águas são barrentas e frias, alcançando a profundidade de 100 m. Por ser um rio de planície, é navegável em toda sua extensão.
Além do encontro das águas do Amazonas com o mar, que faz a pororoca no delta do Amazonas, outro fenômeno incomum é o encontro das águas de cores diferentes dos rios Negro e Amazonas que não se misturam e há séculos desafia os pesquisadores.

### Geologia
Estudos geológicos recentes sugerem que durante milhões de anos o rio Amazonas costumava fluir na direção oposta – de leste para oeste. Eventualmente, a Cordilheira dos Andes se formou, bloqueando seu fluxo para o Oceano Pacífico e fazendo com que ele mudasse de direção para sua atual foz no Oceano Atlântico.

### Extensão

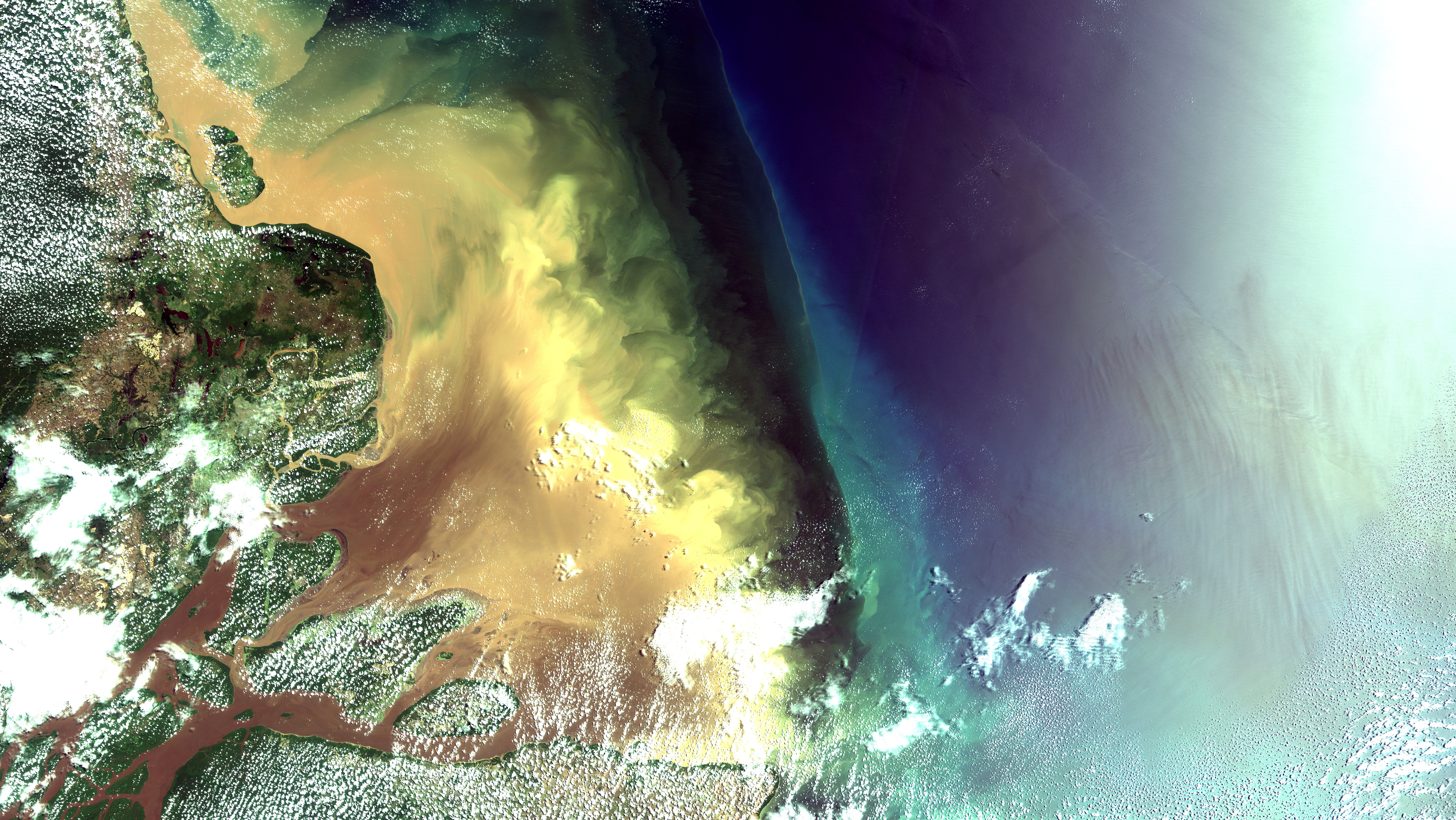
Foz do Rio Amazonas no oceano Atlântico.

O Amazonas disputa com o rio Nilo o primeiro lugar entre os rios de maior extensão territorial.
O rio Nilo é normalmente tido como o maior rio do mundo, com um comprimento de cerca de 6 852 km, e o Amazonas como o segundo maior, com um comprimento de cerca de 6 400 km. O debate sobre a verdadeira origem (nascente) dos respectivos rios e, portanto, sob o seu comprimento, intensificou-se nas últimas décadas. Segundo estudos brasileiros e peruanos efectuados em 2007 e 2008, foram acrescentados à nascente do Amazonas os canais de maré da bacia do interior sul da Amazónia, concluindo-se dessa forma que o Amazonas tem um comprimento de 6 992 km sendo portanto maior que o Nilo, cujos estudos até a data apontavam para um comprimento calculado em 6 853 km, quando se suponha que a nascente do Nilo era no rio Akagera.
No entanto, estudos efectuados em 2009 apontam para que a nascente do Nilo seja no rio Rukarara passando este a ter 7 088 km e voltando novamente a ser o maior rio do mundo. Todos estes estudos levam a que o comprimento de ambos os rios permaneça em aberto, continuando por isso o debate e como tal, continuando-se a considerar o Nilo como o rio mais longo.
Em 2008, a Sociedade Geográfica de Lima, Peru, apoiada por entidades da comunidade científica internacional, teria colocado fim à polêmica sobre a origem do rio Amazonas. Com nascente nos Andes do sul do Peru, o Amazonas seria o maior rio do mundo, com quase 7 mil km, sendo maior que o rio Nilo, na África. A verdadeira nascente do Amazonas foi identificada na quebrada Apacheta, na base do Nevado Quehuisha, no departamento de Arequipa, Peru, a 5 150 m de altitude, percorrendo 7 062 km de extensão, pelo Peru e Brasil, até a sua desembocadura no oceano Atlântico. Meses mais tarde, o Instituto Nacional de Pesquisas Espaciais (INPE) do Brasil afirmou que tinha efetuado medições corretas e que afinal o Amazonas seria 140 km mais longo que o Nilo, tendo os rios respectivamente 6 992,06 km e 6 852,15 km. No entanto novos estudos efectuados no Nilo apontam para que este tenha uma extensão maior, mais precisamente 7 088 km. Nenhum destes valores até ao momento foi aceito como correto, pelo que o verdadeiro tamanho de ambos continua em aberto.

### Área de drenagem

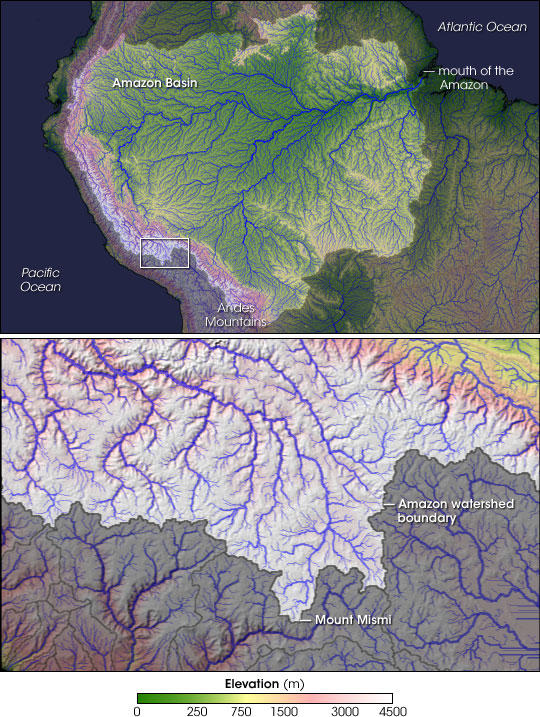
Bacia do rio Amazonas.

A bacia Amazônica, a maior bacia de drenagem do mundo, cobre cerca de 40% da América do Sul uma área de aproximadamente 7,050 milhões de quilômetros quadrados. Reúne suas águas entre o Paralelo 5 N e o Paralelo 20 S. Suas fontes mais remotas são encontradas no planalto inter-andinos, a uma curta distância do oceano Pacífico. O rio Amazonas e seus afluentes são caracterizados por extensas áreas de mata que ficam inundadas a cada estação chuvosa. Todo ano o rio sobe mais de nove metros, inundando as florestas circundantes, conhecida como várzeas. As florestas alagadas da Amazônia são o exemplo mais amplo deste tipo de habitat no mundo. Em uma estação seca média, 110 000 km² de terra são de cobertos de água, enquanto que na estação das chuvas a área inundada da Bacia Amazônica chega a 350 000 km².
A quantidade de água liberada pela Amazônia para o oceano Atlântico é enorme: até 300 mil metros cúbicos por segundo na estação chuvosa, com uma média de 209 mil metros cúbicos por segundo entre 1973-1990. A Amazônia é responsável por cerca de 20% da água doce da Terra, que entra no oceano. O rio empurra uma pluma grande de água doce no oceano. A pluma é de cerca de 400 km de comprimento e entre 100 e 200 km de largura. A água doce, sendo mais leve, substitui o oceano salgado, diluindo a salinidade e alterando a cor da superfície do oceano por uma área de até 1 000 000 de quilômetros quadrados. Vários navios durante séculos relataram água doce perto da Amazônia ainda que bem longe da vista da terra, o que, de outra forma, parecia ser o oceano aberto.
O Atlântico tem suficiente energia das marés para levar a maioria dos sedimentos da Amazônia para o mar, assim, a Amazônia não forma realmente um delta. Os grandes deltas do mundo estão todos em águas relativamente protegidas, enquanto o Amazonas deságua diretamente para o turbulento Atlântico.

### Principais afluentes
Da nascente à foz:
- Rio Napo (margem esquerda: e)

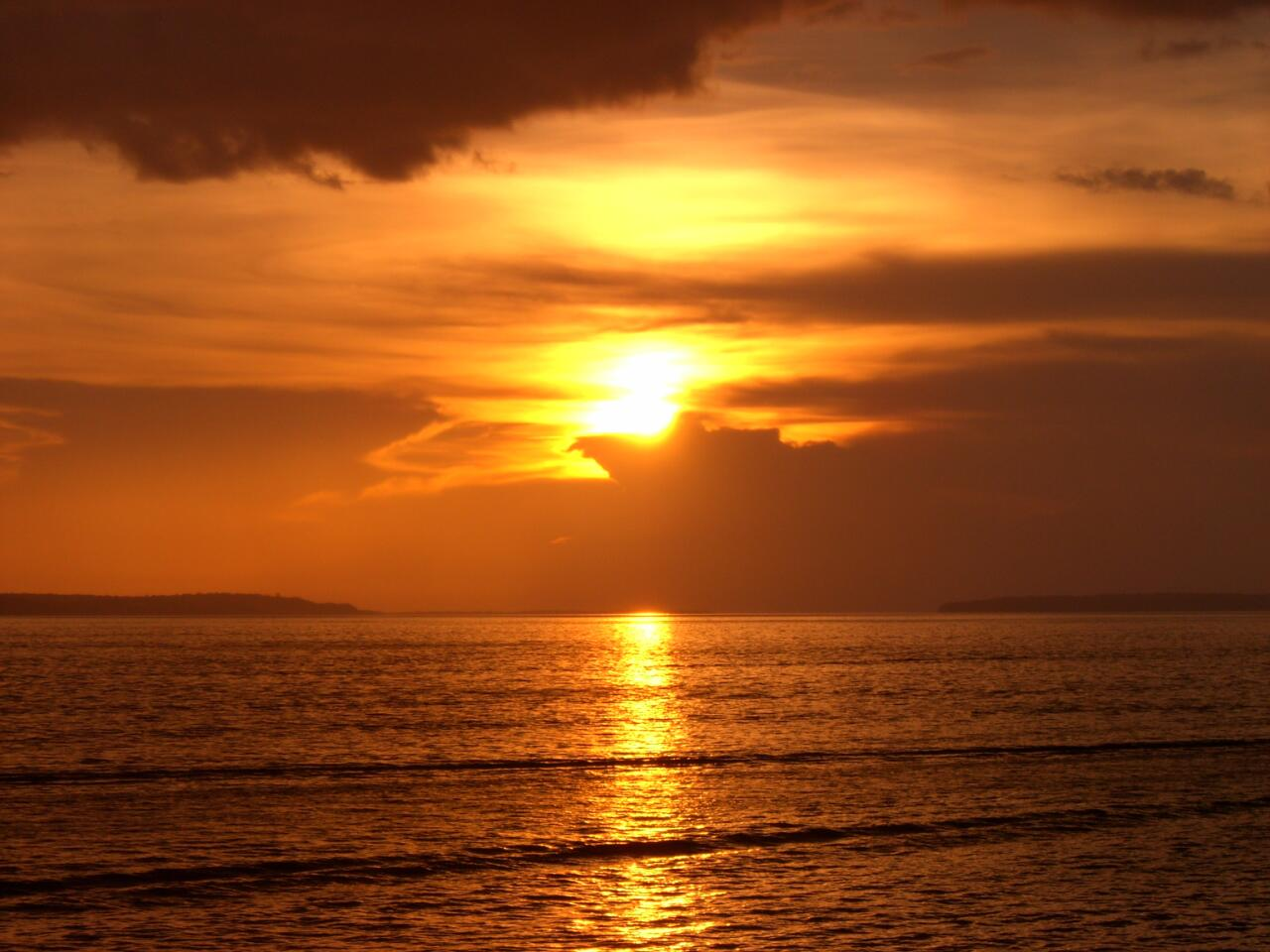
Pôr do sol no rio Negro, em Manaus, Brasil.

- Rio Javari (margem direita: d) ou Yavari
- Rio Jandiatuba (d)
- Rio Içá (e)
- Rio Jutaí (d)
- Rio Juruá (d)
- Rio Japurá (e)
- Rio Tefé (d)
- Rio Coari (d)
- Rio Piorini (e)
- Rio Purus (d)
- Rio Negro (e)
- Rio Solimões
- Rio Madeira (d)
- Rio Manacapuru (e)
- Rio Uatumã (e)
- Rio Nhamundá (e)
- Rio Trombetas (e)
- Rio Tapajós (d)
- Rio Curuá (e)
- Rio Maicuru (e)
- Rio Uruará (d)
- Rio Paru (e)
- Rio Xingu (d)
- Rio Jari (e)

## Biodiversidade

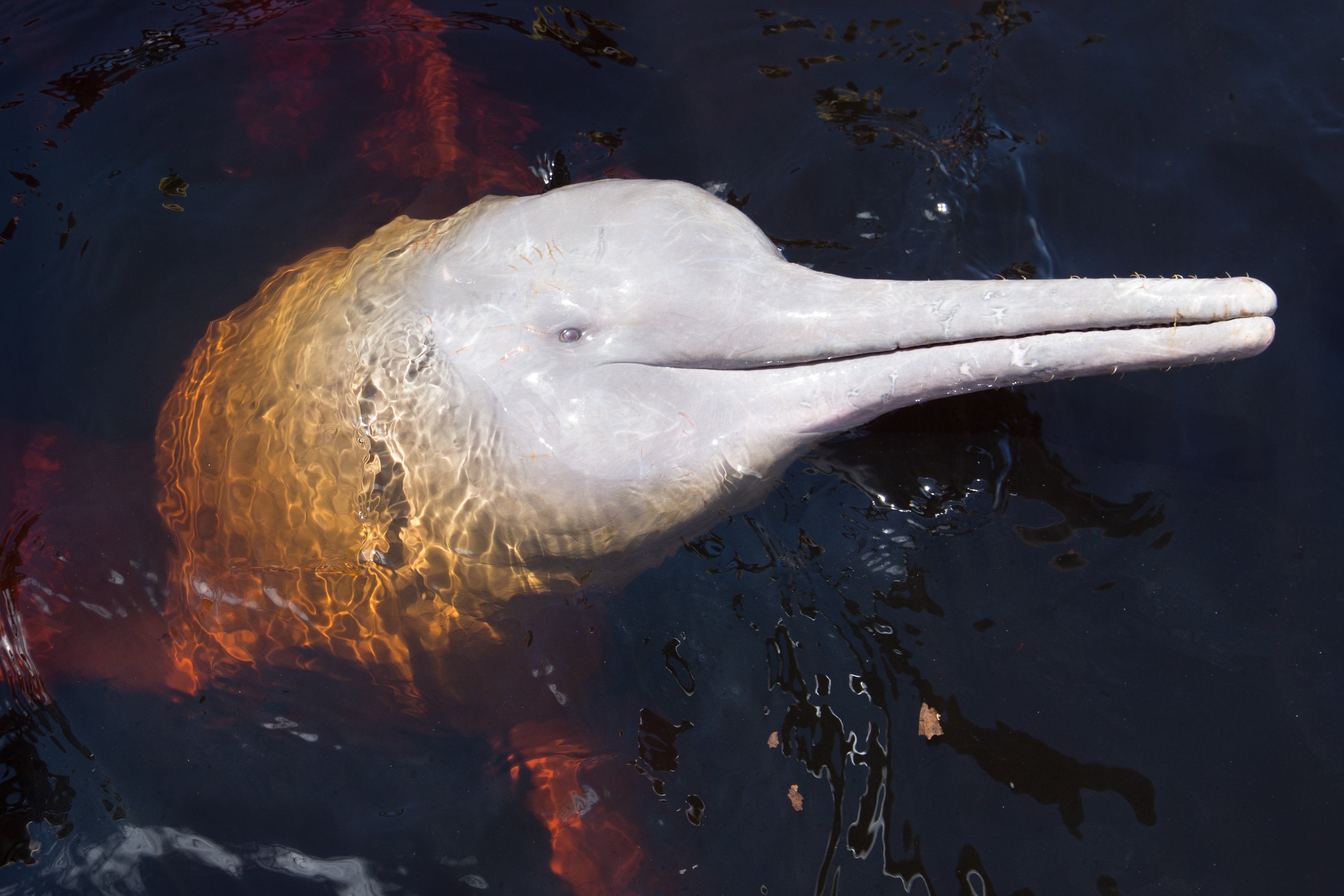
Boto-cor-de-rosa, a maior espécie de golfinho fluvial do mundo

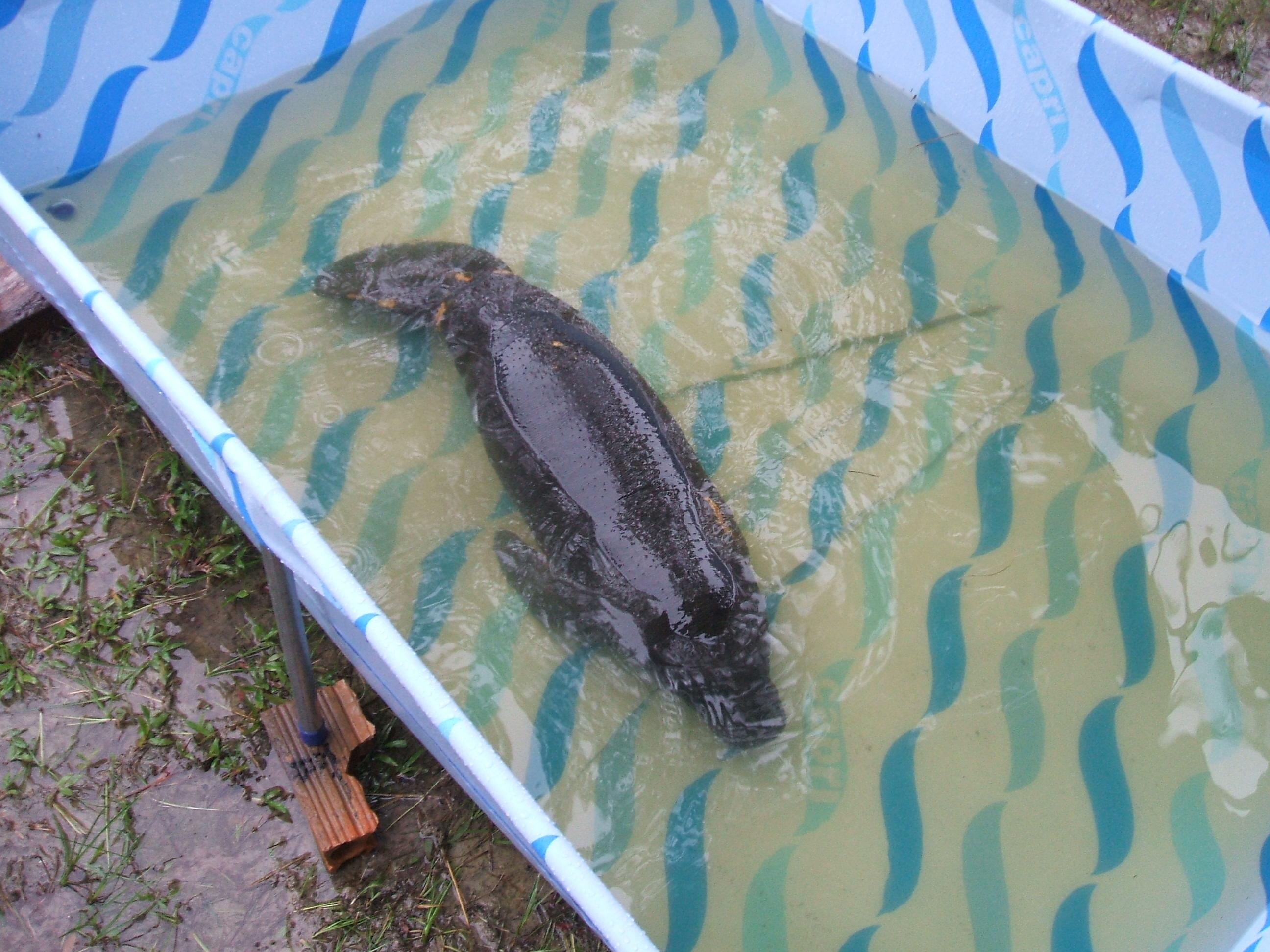
O peixe-boi-da-amazônia, espécia nativa da bacia amazônica

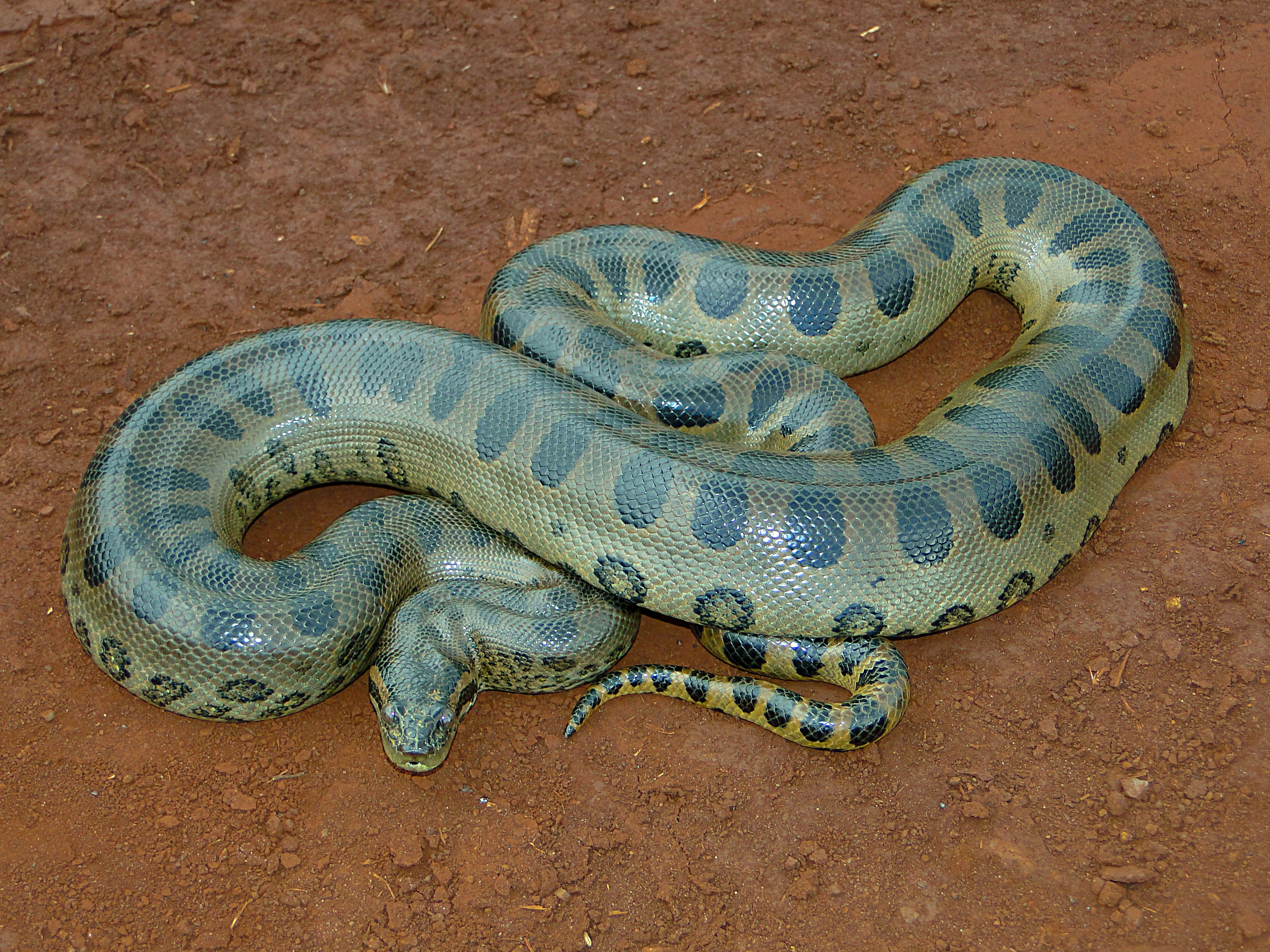
A sucuri-verde é a espécie de cobra mais pesada atualmente e uma das mais antigas conhecidas

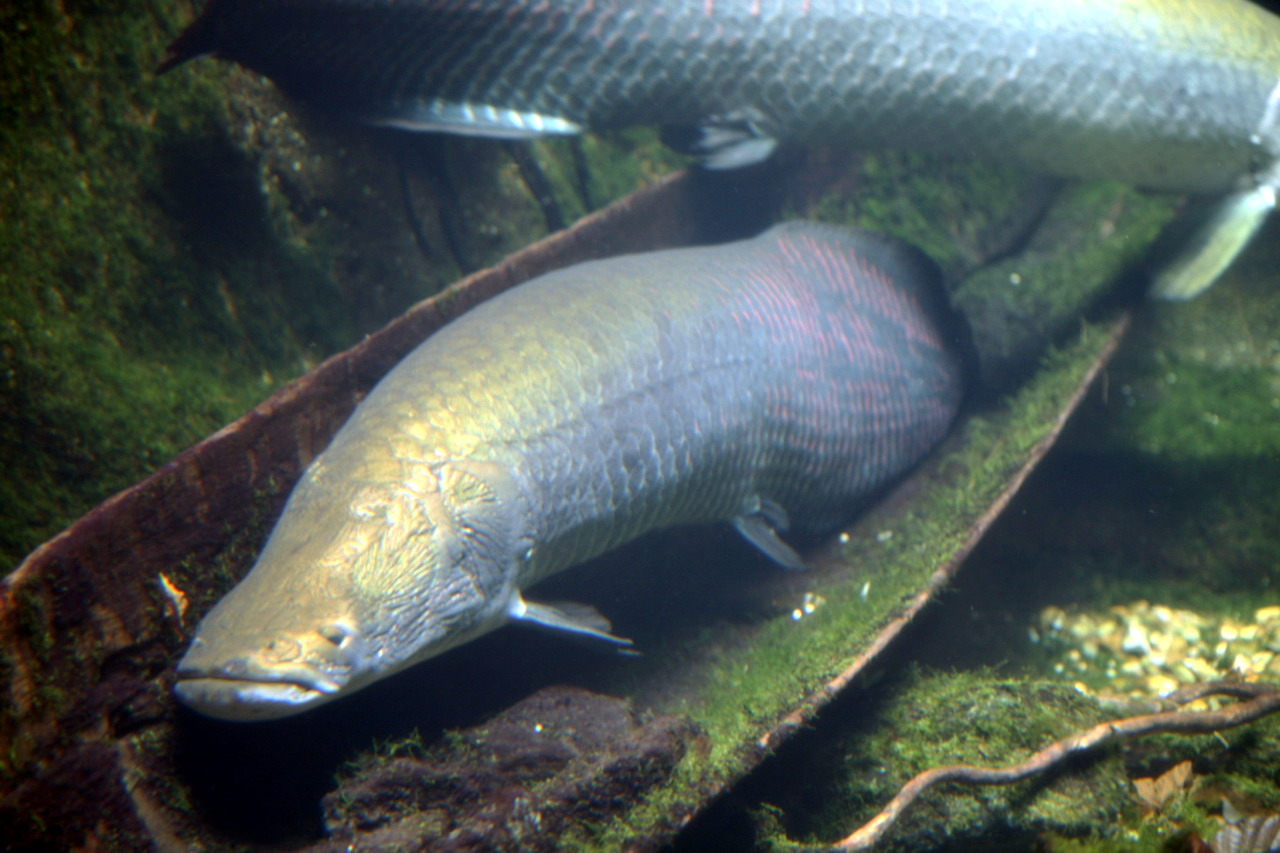
O pirarucu, um dos maiores peixes de água doce do mundo, pode passar dos 4 metros de comprimento

Mais de um terço de todas as espécies conhecidas no mundo vivem na floresta amazônica. É a floresta tropical mais rica do mundo em termos de biodiversidade. Os micróbios de água doce geralmente não são muito conhecidos, ainda menos para um ecossistema intocado como a Amazônia. Recentemente, a metagenômica forneceu respostas sobre que tipo de micróbios habitam o rio.

### Mamíferos
Junto com o rio Orinoco, o rio Amazonas é um dos principais habitats do boto-cor-de-rosa (Inia geoffrensis), a maior espécie de golfinho fluvial do mundo e que pode atingir comprimentos de até 2,6 metros. A cor da pele desses animais muda com a idade; os jovens são cinzentos, mas tornam-se rosados e depois brancos à medida que amadurecem. Os golfinhos usam a ecolocalização para navegar e caçar nas profundezas complicadas do rio. O boto é tema de uma lenda do folclore brasileiro sobre um golfinho que se transforma em homem e seduz donzelas à beira do rio.
O tucuxi (Sotalia fluviatilis), outra espécie de golfinho, é encontrado tanto nos rios da bacia amazônica quanto nas águas costeiras da América do Sul. O peixe-boi-da-amazônia (Trichechus inunguis) é encontrado na bacia norte do rio Amazonas e seus afluentes. É um mamífero herbívoro, cuja população está limitada a habitats de água doce e, ao contrário de outras espécies de peixes-boi, ele não se aventura em água salgada. É classificado como vulnerável pela União Internacional para a Conservação da Natureza.
A Amazônia e seus afluentes também são o principal habitat da ariranha (Pteronura brasiliensis), um dos principais carnívoros da América do Sul. Devido à destruição do habitat e à caça, a sua população diminuiu drasticamente. Está agora listado no Apêndice I da Convenção sobre o Comércio Internacional das Espécies Silvestres Ameaçadas de Extinção, que proíbe efetivamente o comércio internacional.

### Répteis
A sucuri-verde é encontrada em águas rasas da bacia amazônica. Uma das maiores espécies de cobra do mundo, a sucuri passa a maior parte do tempo na água, apenas com as narinas acima da superfície. Espécies de jacarés, parentes de jacarés e outros crocodilianos, também habitam a Amazônia como variedades de tartarugas.

### Peixes
A ictiofauna amazônica é o centro de diversidade dos peixes neotropicais, alguns dos quais são espécimes populares em aquários, como o néon e o acará. Mais de 5,6 mil espécies eram conhecidas em 2011, e aproximadamente cinquenta novas espécies são descobertas a cada ano. O pirarucu é um peixe tropical de água doce da América do Sul, um dos maiores peixes de água doce do mundo, com comprimento de até 4,6 m. Outro peixe de água doce da Amazônia é o aruanã, um predador e muito parecido com o pirarucu, mas que atinge apenas 120 cm de comprimento. Também está presente em grande número a notória piranha, um peixe onívoro que se reúne em grandes cardumes e pode atacar até o gado. Existem aproximadamente 30 a 60 espécies de piranhas. O candirú, nativo do rio Amazonas, é uma espécie de bagre parasita de água doce da família Trichomycteridae, apenas uma das mais de 1,2 mil espécies de bagres da bacia amazônica. Outros bagres 'caminham' por terra em suas extremidades ventrais, enquanto a piraíba (Brachyplatystoma filamentosum) pode atingir 3,6 metros de comprimento e 200 quilos de peso.
A enguia elétrica (Electrophorus electricus) e mais de 100 espécies de peixes-elétricos (Gymnotiformes) habitam a bacia amazônica. As arraias fluviais (Potamotrygonidae) também estão presentes na região. O tubarão-cabeça-chata (Carcharhinus leucas) foi relatado 4 mil quilômetros acima do rio Amazonas, em Iquitos, no Peru.

## Economia

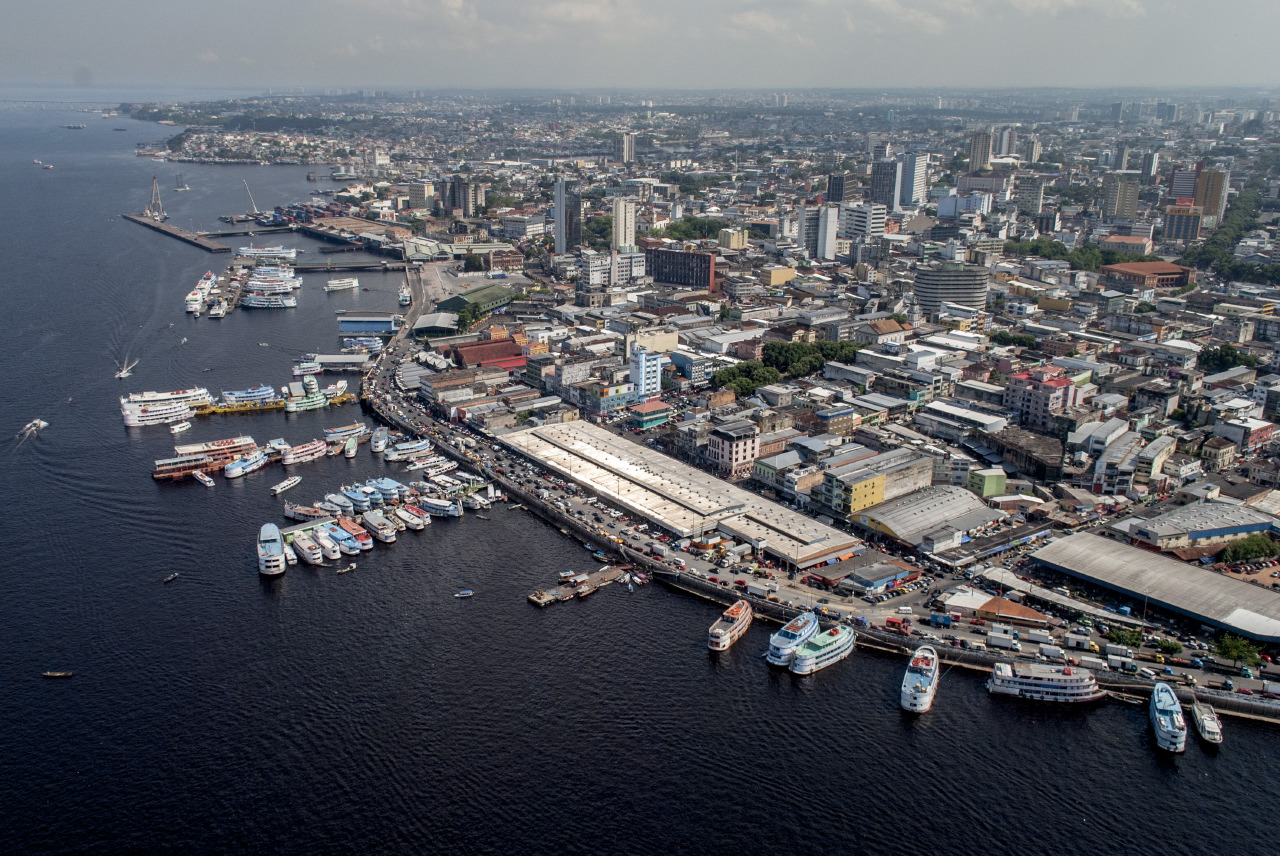
Porto de Manaus

Os portos mais importantes do rio Amazonas ficam nas cidades de Iquitos (Peru), Letícia (Colômbia), Tabatinga, Manaus, Santarém e Santana (Brasil). O Amazonas transporta enormes quantidades de cargas e passageiros, sendo o tronco referencial de transporte de tonelagem do interior norte sul-americano.